# Alireza Zakani
Alireza Zakani (en persa: علیرضا زاکانی‎; Rayy, 3 de marzo de 1966) es un político iraní, actual alcalde de Teherán desde 2021 y representante especial del Presidente de Irán en Asuntos de Gestión de Daños Sociales en la ciudad de Teherán desde 2023.
Fue miembro de la Asamblea Consultiva Islámica entre 2004 y 2016, y posteriormente en  2020 y 2021. Es propietario del sitio web Jahan News y del semanario Panjereh.
Anunció su candidatura a la presidencia en 2013 y 2017, pero en ambas fue rechazado por el Consejo de Guardianes. Volvió como candidato a las elecciones presidenciales de 2021, pero se retiró en favor de Ebrahim Raisi. En 2024, Zakani se postuló nuevamente como presidente de Irán, aunque terminó declinando.

## Primeros años
Alireza Zakani nació el 3 de marzo de 1966 en el barrio de la plaza Khorasan de Teherán donde pasó gran parte de su infancia y adolescencia como residente de la zona. El abuelo de Zakani (por parte materna) es residente de Tabriz, provincia de Azerbaiyán Oriental . Su abuelo materno era de Kashan y sus antepasados paternos también vivieron en los pueblos del norte de Teherán. Su padre fue Hossein Zakani, uno de los héroes de Teherán y de la región de Shahr-e Rey, quien fue responsable de celebrar el aniversario de Gholamreza Takhti durante 28 años.

## Asamblea Consultiva Islámica
Zakani fue elegido como representante de la ciudad de Qom en el undécimo período de la Asamblea Consultiva Islámica (Parlamento) en 2020; anteriormente estuvo como jefe del comité especial para investigar el Plan de Acción Integral Conjunto.

## Polémicas
Al cumplir tres días como alcalde de Teherán, Mohammad Saleh Meftah, mediante una campaña bajo el título «Solicitud de anulación del decreto del alcalde de Teherán», lo demandó y pidió al ministro del Interior que revocara esta decisión ilegal. 